# Cardamine maxima
Cardamine maxima är en korsblommig växtart som först beskrevs av Thomas Nuttall, och fick sitt nu gällande namn av A.W. Wood. Cardamine maxima ingår i släktet bräsmor, och familjen korsblommiga växter. Inga underarter finns listade i Catalogue of Life.